# أنطونيو سافيريو
أنطونيو سافيريو (بالإيطالية: Antonio Saverio)‏ هو مجدف إيطالي، ولد في 25 مارس 1932 في ليكو في إيطاليا.

## وصلات خارجية
- أنطونيو سافيريو على موقع الاتحاد الدولي للتجديف (الإنجليزية)
- أنطونيو سافيريو على موقع اللجنة الأولمبية الدولية (الإنجليزية)
- أنطونيو سافيريو على موقع أوليمبيديا (الإنجليزية)